# F. Murray Abraham
F. Murray Abraham, pseudonimo di Murray Abraham (Pittsburgh, 24 ottobre 1939), è un attore statunitense, vincitore dell'Oscar al miglior attore per la sua interpretazione del compositore Antonio Salieri in Amadeus di Milos Forman.
È apparso in molti ruoli, sia come protagonista che come non protagonista, in film come Serpico (1973), Tutti gli uomini del presidente (1976), Scarface (1983), Il nome della rosa (1986), Last Action Hero - L'ultimo grande eroe (1993), Star Trek - L'insurrezione (1998), Scoprendo Forrester (2000), A proposito di Davis (2013) e Grand Budapest Hotel (2014). Inoltre è stato un membro del cast principale, tra la terza e la sesta stagione, della serie televisiva Homeland - Caccia alla spia.

## Biografia
Nato in Pennsylvania, l'attore è figlio di Frederick Abraham, un meccanico siriano di etnia assira e di religione siro-ortodossa, emigrato negli Stati Uniti nel corso degli anni venti, e di Josephine Stilo, una casalinga statunitense, figlia a sua volta di immigrati italiani originari della provincia di Reggio Calabria, Bruno Stilo di Condofuri e Caterina "Katherine" Cosmano di Staiti. È cresciuto ad El Paso (in Texas). L'attore si chiama semplicemente "Murray Abraham", ma è sempre stato accreditato come "F. Murray Abraham". Per anni si è speculato sul significato della "F", tanto che sul noto sito IMDb è stato rivelato che la "F" sta per "Fahrid", ma l'attore interpellato sull'argomento ha negato, dichiarando che la "F" non è parte del suo nome, e che si fa accreditare così in onore del padre Frederick.
Ha raggiunto grande notorietà in Italia per aver interpretato i ruoli di Jacopo nel Marco Polo (1982) di Giuliano Montaldo e dell'Innominato ne I Promessi Sposi (1989) di Salvatore Nocita. Ha esordito al cinema con una piccola parte in They Might Be Giants (1971) di Anthony Harvey, con protagonisti Joanne Woodward e George C. Scott. In seguito ha preso parte a film di vario genere, come I ragazzi irresistibili (1975) di Herbert Ross, Tutti gli uomini del presidente (1976) di Alan J. Pakula e Il vizietto americano (1976) di Richard Lester, ma raramente nel ruolo di protagonista e spesso in quello del villain, come Omar Suarez, il trafficante di droga in Scarface (1983) di Brian De Palma.
Grazie alla sua interpretazione di Antonio Salieri nel film Amadeus (1984) di Miloš Forman si è aggiudicato l'Oscar al miglior attore protagonista. Ha in seguito interpretato il terribile inquisitore Bernardo Gui ne Il nome della rosa (1986) di Jean-Jacques Annaud. Nel 1989 ha recitato nel film Un uomo innocente di Peter Yates, al fianco di Tom Selleck, dove interpreta un ergastolano detenuto in un carcere di massima sicurezza. Tuttavia, nonostante il successo e il premio Oscar, in campo hollywoodiano ha proseguito sporadicamente la propria carriera, privilegiando invece il teatro e preferendo produzioni più modeste, soprattutto negli anni della maturità.
Nel film Star Trek - L'insurrezione (1998), diretto da Jonathan Frakes, ha interpretato il malvagio e tirannico leader dei Son'a, Ahdar Ru'afo. A partire dai primi anni duemila, ha stretto un sodalizio artistico con il regista italiano Renzo Martinelli, con cui ha girato cinque film: Piazza delle Cinque Lune (2003), Il mercante di pietre (2006), Carnera - The Walking Mountain (2008), Barbarossa (2009) e 11 settembre 1683 (2013).

## Vita privata
È stato sposato dal 1962 con Kate Hannan (morta nel 2022) e ha due figli: Jamili e Mick.

## Controversie
Nell'aprile 2023 è stato licenziato dalla serie Mythic Quest, dopo essere stato accusato di cattiva condotta sessuale mentre era sul set. In risposta alle accuse, l'attore si è scusato e ha affermato di non aver mai inteso «offendere nessuno, ho raccontato barzellette, niente di più, che hanno turbato alcuni dei miei colleghi e di conseguenza ho perso un ottimo lavoro con persone meravigliose».

## Filmografia

### Attore

#### Cinema
- They Might Be Giants, regia di Anthony Harvey (1971)
- Serpico, regia di Sidney Lumet (1973) - non accreditato
- Prigioniero della seconda strada (The Prisoner of Second Avenue), regia di Melvin Frank (1975)
- I ragazzi irresistibili (The Sunshine Boys), regia di Herbert Ross (1975)
- Il vizietto americano (The Ritz), regia di Richard Lester (1976)
- Tutti gli uomini del presidente (All the President's Men), regia di Alan J. Pakula (1976)
- Moses Wine detective (The Big Fix), regia di Jeremy Kagan (1978)
- Madman, regia di Dan Cohen (1978)
- Scarface, regia di Brian De Palma (1983)
- Amadeus, regia di Miloš Forman (1984)
- Il nome della rosa (Der Name Der Rose), regia di Jean-Jacques Annaud (1986)
- Russicum - I giorni del diavolo, regia di Pasquale Squitieri (1988)
- Slipstream, regia di Steven Lisberger (1989)
- Tramonto di un eroe (Beyond the Stars), regia di David Saperstein (1989)
- La favorita (The Favorite), regia di Jack Smight (1989)
- Un uomo innocente (An Innocent Man), regia di Peter Yates (1989)
- Performance Pieces, regia di Tom Abrams – cortometraggio (1989)
- Uomini al passo (Cadence), regia di Martin Sheen (1991) - cameo non accreditato
- La battaglia dei tre tamburi di fuoco (La batalla de los Tres Reyes), regia di Souheil Ben-Barka e Uchkun Nazarov (1990)
- Il falò delle vanità (The Bonfire of the Vanities), regia di Brian De Palma (1990) - cameo non accreditato
- Money - Intrigo in nove mosse (Money), regia di Steven Hilliard Stern (1991)
- L'impero del crimine (Mobsters), regia di Michael Karbelnikoff (1991)
- Eye of the Widow, regia di Andrew V. McLaglen (1991)
- Sfida d'onore (By the Sword), regia di Jeremy Paul Kagan (1991)
- Palle in canna (Loaded Weapon 1), regia di Gene Quintano (1993)
- Last Action Hero - L'ultimo grande eroe (Last Action Hero), regia di John McTiernan (1993)
- Sweet Killing, regia di Eddy Matalon (1993)
- Fresh, regia di Boaz Yakin (1994)
- L'Affaire, regia di Sergio Gobbi (1994)
- Sopravvivere al gioco (Surviving the Game), regia di Ernest R. Dickerson (1994)
- Nostradamus, regia di Roger Christian (1994)
- Jamila, regia di Monica Teuber (1994)
- Dillinger and Capone, regia di Jon Purdy (1995)
- La dea dell'amore (Mighty Aphrodite), regia di Woody Allen (1995)
- Figli della rivoluzione (Children of the Revolution), regia di Peter Duncan (1996)
- Baby Face Nelson, regia di Scott P. Levy (1996)
- Riccardo III - Un uomo, un re (Looking For Richard), regia di Al Pacino (1996)
- Mimic, regia di Guillermo del Toro (1997)
- Una vacanza all'inferno, regia di Tonino Valerii (1997)
- Eruption, regia di Gwyneth Gibby (1997)
- Star Trek - L'insurrezione (Star Trek: Insurrection), regia di Jonathan Frakes (1998)
- I Muppets venuti dallo spazio (Muppets from Space), regia di Tim Hill (1999)
- The All New Adventures of Laurel & Hardy in For Love or Mummy, regia di John R. Cherry III e Larry Harmon (1999)
- Scoprendo Forrester (Finding Forrester), regia di Gus Van Sant (2000)
- I cavalieri che fecero l'impresa, regia di Pupi Avati (2001)
- I tredici spettri (Thir13en Ghosts), regia di Steve Beck (2001)
- Joshua, regia di Jon Purdy (2002)
- Piazza delle Cinque Lune, regia di Renzo Martinelli (2003)
- My Father, regia di Egidio Eronico (2003)
- Another Way of Seeing Things, regia di Cory Taylor – cortometraggio (2004)
- Peperoni ripieni e pesci in faccia, regia di Lina Wertmüller (2004)
- Il ponte di San Luis Rey (The Bridge of San Luis Rey), regia di Mary McGuckian (2004)
- Il mercante di pietre, regia di Renzo Martinelli (2006)
- Come le formiche, regia di Ilaria Borrelli (2007)
- Bloodmonkey - Le scimmie assassine (Bloodmonkey), regia di Robert Young (2007)
- Carnera - The Walking Mountain, regia di Renzo Martinelli (2008)
- A House Divided, regia di Mitch Davis (2008)
- Perestroika, regia di Slava Tsukerman (2009)
- Barbarossa, regia di Renzo Martinelli (2009)
- The Unseen World, regia di Liana Marabini (2010)
- 11 settembre 1683, regia di Renzo Martinelli (2012)
- Goltzius and the Pelican Company, regia di Peter Greenaway (2012)
- Dead Man Down - Il sapore della vendetta (Dead Man Down), regia di Niels Arden Oplev (2013)
- A proposito di Davis (Inside Llewyn Davis), regia di Joel ed Ethan Coen (2013)
- Ti ho cercata in tutti i necrologi (I Looked in Obituaries), regia di Giancarlo Giannini (2013)
- Grand Budapest Hotel (The Grand Budapest Hotel), regia di Wes Anderson (2014)
- Il mistero di Dante, regia di Louis Nero (2014)
- Max nella città degli scacchi (A Little Game), regia di Evan Oppenheimer (2014)
- Robin Hood - L'origine della leggenda (Robin Hood), regia di Otto Bathurst (2018)
- Lilli e il vagabondo (Lady and the Tramp), regia di Charlie Bean (2019)
- L'apparenza delle cose (Things Heard & Seen), regia di Shari Springer Berman e Robert Pulcini (2021)
- Il flauto magico (The Magic Flute), regia di Florian Sigl (2022)
- Double Soul, regia di Valerio Esposito (2023)
- Divano di famiglia (Mother, Couch), regia di Niclas Larsson (2023)
- Milarepa, regia di Louis Nero (2025)
- La trama fenicia (The Phoenician Scheme), regia di Wes Anderson (2025)

#### Televisione
- Nightside, regia di Richard Donner – film TV (1973)
- How to Survive a Marriage – serie TV (1974)
- Kojak – serie TV, 2 episodi (1975-1977)
- Arcibaldo (All in the Family) – serie TV, 1 episodio (1976)
- Mike Andros (The Andros Targets) – serie TV, 1 episodio (1977)
- A.E.S. Hudson Street – serie TV, 1 episodio (1977)
- Sex and the Married Woman, regia di Jack Arnold – film TV (1977)
- Marco Polo - sceneggiato TV, 6 puntate (1982)
- Dream West – miniserie TV (1986)
- I promessi sposi, regia di Salvatore Nocita - sceneggiato TV (1989)
- Eppur si muove!, regia di Ivo Barnabò Micheli – film TV (1989)
- La primavera di Michelangelo (A Season of Giants), regia di Jerry London – film TV (1989)
- Largo Desolato, regia di Jiri Zizka – film TV (1990)
- Il flauto magico (Die Zauberflöte), regia di Brian Large – film TV (1991)
- The First Circle, regia di Sheldon Larry – film TV (1992)
- Viaggio al centro della Terra, regia di William Dear – film TV (1993)
- Il caso Dozier, regia di Carlo Lizzani – film TV (1994)
- Dead Man's Walk – miniserie TV (1996)
- Color of Justice, regia di Jeremy Kagan – film TV (1997)
- I giudici (Excellent Cadavers), regia di Ricky Tognazzi – film TV (1999)
- L'arca di Noè (Noah's Ark), regia di John Irvin – film TV (1999)
- Ester (Esther), regia di Raffaele Mertes – film TV (1999)
- The Darkling - Il lato oscuro dell'anima (The Darkling), regia di Po-Chi Leong – film TV (2000)
- Un dono semplice, regia di Maurizio Zaccaro – film TV (2000)
- Dead Lawyers, regia di Paris Barclay – film TV (2004)
- Il placido Don (And Quiet Flows the Don) – miniserie TV (2006)
- L'inchiesta, regia di Giulio Base – miniserie TV (2006)
- Shark Swarm - Squali all'attacco (Shark Swarm), regia di James A. Contner – film TV (2008)
- Saving Grace – serie TV, episodio 3x04 (2009)
- Law & Order: Criminal Intent – serie TV, episodio 9x16 (2010)
- Bored to Death - Investigatore per noia (Bored to Death) – serie TV, 1 episodio (2010)
- The Good Wife – serie TV, 4 episodi (2011-2014)
- Louie – serie TV, episodi 2x13-3x08-4x12 (2011-2014)
- Beauty and the Beast, regia di Yves Simoneau – film TV (2012)
- Blue Bloods – serie TV, 1 episodio (2012)
- Homeland - Caccia alla spia (Homeland) – serie TV, 43 episodi (2012-2018)
- Elementary – serie TV, 1 episodio (2013)
- Do No Harm – serie TV, 1 episodio (2013)
- Inside Amy Schumer – serie TV, 1 episodio (2016)
- Taxi 22 – serie TV (2016)
- Curb Your Enthusiasm – serie TV, 1 episodio (2017)
- The Good Fight – serie TV, 1 episodio (2018)
- The Orville – serie TV, 1 episodio (2019)
- Chimerica – serie TV, 4 episodi (2019)
- Mythic Quest – serie TV, 18 episodi (2020-2021)
- Cabinet of Curiosities – serie TV, episodio 1x03 (2022)
- The White Lotus – serie TV, 7 episodi (2022)
- Infiltrati alla Casa Bianca - White House Plumbers (White House Plumbers) – miniserie TV, puntate 4-5 (2023)

### Doppiatore
- The Little Match Girl, regia di Michael Sporn (1990) - narratore
- Through an Open Window, regia di Erich Mendelsohn – cortometraggio (1992)
- David Proshker, regia di Larry Eisenberg – cortometraggio (2000)
- L'ultimo giorno di Pompei (Pompeii: The Last Day), regia di Peter Nicholson (2003) - narratore nella versione in inglese
- 411, regia di Oliver Power – cortometraggio (2015)
- Bianconeri - Juventus Story, regia di Marco e Mauro La Villa – documentario (2016) - narratore
- L'isola dei cani (Isle of Dogs), regia di Wes Anderson (2018)
- Dragon Trainer - Il mondo nascosto (How to Train Your Dragon: The Hidden World), regia di Dean DeBlois (2019)
- Moon Knight – miniserie TV, 5 puntate (2022)

## Teatro
- The Fantasticks, Off Broadway (1967)
- The Ritz, Broadway (1975-76)
- Legend (1976)
- Landscape of the Body Off Broadway (1977)
- Zio Vanja (Zio Vanya) Off Broadway (1983-84)
- La dodicesima notte (Twelfth Night) Off Broadway (1986)
- Teibele and Her Demon (1979-80)
- Macbeth (1986-87)
- Aspettando Godot (Waiting for Godot) Off Broadway (1988)
- A Life in the Theatre, Off Broadway (1992)
- Angels in America - Fantasia gay su temi nazionali (Angels in America) Broadway (1994)
- Un mese in campagna (A Month in the Country) Broadway (1995)
- Tolstoj, Bath e Plymouth (1995-1996)
- Re Lear (King Lear) Off Broadway (1996)
- Triumph of Love (1997-98)
- Mauritius (2007)
- Il mercante di Venezia (The Merchant of Venice) Stratford (2007)
- L'ebreo di Malta (The Jew of Malta) Off Broadway (2007)
- Almost an Evening, Off Broadway (2008)
- Il mercante di Venezia (The Merchant of Venice) Off Broadway (2011)
- Golden Age, Off Broadway (2012)
- It's Only a Play (2014-15)
- Nathan the Wise, Off Broadway (2016)
- The Mentor, Londra (2017)
- The Queen of Versailles, Boston (2024)

## Riconoscimenti
- Premio Oscar
  - 1985 - Miglior attore per Amadeus[2]
- Golden Globe
  - 1985 - Miglior attore in un film drammatico per Amadeus[14]
  - 2023 - Candidatura al miglior attore in una miniserie o film televisivo per The White Lotus[15]
- British Academy Film Awards
  - 1986 - Candidatura per il miglior attore protagonista per Amadeus[16]
- Los Angeles Film Critics Association Awards
  - 1984 - Miglior attore per Amadeus (ex aequo con Albert Finney per Sotto il vulcano)
- Kansas City Film Critics Circle Awards
  - 1985 - Miglior attore per Amadeus
- Detroit Film Critics Society Awards
  - 2014 - Miglior cast per Grand Budapest Hotel (condiviso con il resto del cast)
- Florida Film Critics Circle Awards
  - 2014 - Miglior cast per Grand Budapest Hotel (condiviso con il resto del cast)
- Phoenix Film Critics Society Awards
  - 2014 - Candidatura per il miglior cast per Grand Budapest Hotel (condivisa con il resto del cast)
- San Diego Film Critics Society Awards
  - 2014 - Candidatura per il miglior cast per Grand Budapest Hotel (condivisa con il resto del cast)
- Screen Actors Guild Award
  - 2014 - Candidatura per il miglior cast cinematografico per Grand Budapest Hotel (condivisa con il resto del cast)
- Southeastern Film Critics Association Awards
  - 2014 - Miglior cast per Grand Budapest Hotel (condiviso con il resto del cast)
- Washington DC Area Film Critics Association Awards
  - 2014 - Candidatura per il miglior cast per Grand Budapest Hotel (condivisa con il resto del cast)
- Central Ohio Film Critics Association Awards
  - 2015 - Miglior cast per Grand Budapest Hotel (condiviso con il resto del cast)
- Georgia Film Critics Association
  - 2015 - Miglior cast per Grand Budapest Hotel (condiviso con il resto del cast)
- Gold Derby Awards
  - 2015 - Candidatura per il miglior cast per Grand Budapest Hotel (condivisa con il resto del cast)
  - 2020 - Candidatura per il cast del decennio per Grand Budapest Hotel (condivisa con il resto del cast)
- Screen Actors Guild Award
  - 2014 - Candidatura per il miglior cast in una serie drammatica per Homeland - Caccia alla spia (condivisa con il resto del cast)
  - 2016 - Candidatura per il miglior cast in una serie drammatica per Homeland - Caccia alla spia (condivisa con il resto del cast)
- Online Film & Television Association
  - 2015 - Candidatura per il miglior attore ospite in una serie drammatica per Homeland - Caccia alla spia
- Primetime Emmy Awards
  - 2015 - Candidatura per il miglior attore ospite in una serie drammatica per Homeland - Caccia alla spia[17]
  - 2018 - Candidatura per il miglior attore ospite in una serie drammatica per Homeland - Caccia alla spia (episodio All In)[18]
  - 2022 - Candidatura per la miglior voce fuoricampo per Moon Knight[19]
  - 2023 - Candidatura per il miglior attore non protagonista in una serie drammatica per The White Lotus
- Drama Desk Award
  - 1980 - Candidatura per il miglior attore in un'opera teatrale per Teibele and Her Demon
  - 1992 - Candidatura per il miglior attore in un'opera teatrale per A Life in the Theater
  - 2015 - Candidatura per il miglior attore in un'opera teatrale per It's Only a Play

## Doppiatori italiani
Nelle versioni in italiano delle opere in cui ha recitato, F. Murray Abraham è stato doppiato da:
- Dario Penne in Scoprendo Forrester, Piazza delle Cinque Lune, Il mercante di pietre, Saving Grace, Carnera - The Walking Mountain, Barbarossa, The Good Wife, Blue Bloods, 11 Settembre 1683, Dead Man Down - Il sapore della vendetta, Ti ho cercata in tutti i necrologi, Do No Harm, Il mistero di Dante, The Good Fight
- Michele Kalamera in Amadeus, Dead Man's Walk, Color of Justice, Il ponte di San Luis Rey, Bored to Death - Investigatore per noia, Louie, Homeland - Caccia alla spia,[20] Elementary, Grand Budapest Hotel, Max nella città degli scacchi
- Ennio Coltorti in Figli della rivoluzione, Riccardo III - Un uomo, un re, Mimic, I giudici, Peperoni ripieni e pesci in faccia, L'inchiesta, A proposito di Davis, The Orville, Divano di famiglia
- Sandro Iovino in Un uomo innocente, Uomini al passo, Last Action Hero - L'ultimo grande eroe, Sopravvivere al gioco, Viaggio al centro della Terra, Ester, Bloodmonkey - Le scimmie assassine
- Michele Gammino in Star Trek - L'insurrezione, L'apparenza delle cose, Cabinet of Curiosities, The White Lotus
- Pietro Biondi in L'impero del crimine, Homeland - Caccia alla spia (ep. 3x11-3x12)[20]
- Luciano De Ambrosis in Prigioniero della seconda strada, L'arca di Noè
- Paolo Buglioni in La primavera di Michelangelo, Money - Intrigo in nove mosse
- Luca Biagini in Amadeus (ridoppiaggio), My Father
- Stefano De Sando in Come le formiche, Double Soul
- Dario Oppido ne Il flauto magico, Milarepa
- Pino Colizzi ne I promessi sposi
- Angelo Nicotra in Scarface
- Rodolfo Bianchi in Kojak (ep. 3x01)
- Dario Mazzoli in Kojak (ep. 4x15)
- Osvaldo Ruggieri in Tramonto di un eroe
- Toni Orlandi in Slipstream
- Sandro Sardone ne Il falò delle vanità
- Oreste Rizzini in La dea dell'amore
- Ferruccio Amendola in Marco Polo
- Renato Cortesi in Palle in canna
- Diego Reggente in Magma
- Pino Ammendola ne Il vizietto americano
- Sergio Rossi ne Il nome della rosa
- Sergio Graziani in Russicum - I giorni del diavolo
- Leslie La Penna ne Il caso Dozier
- Vittorio Di Prima in Un dono semplice
- Omero Antonutti ne I cavalieri che fecero l'impresa
- Massimo Pizzirani ne I Muppets venuti dallo spazio
- Giorgio Lopez ne I tredici spettri
- Franco Zucca in Shark Swarm - Squali all'attacco
- Domenico Brioschi in Law & Order: Criminal Intent
- Angelo Maggi in Robin Hood - L'origine della leggenda
- Elio Zamuto in Lilli e il vagabondo[21]
- Paolo Marchese in Mythic Quest
- Gianni Giuliano in Infiltrati alla Casa Bianca - White House Plumbers
- Bruno Alessandro ne La trama fenicia

Da doppiatore è sostituito da:
- Giancarlo Giannini in Bianconeri - Juventus Story
- Michele Kalamera in L'isola dei cani
- Massimo Lodolo in Dragon Trainer - Il mondo nascosto
- Ennio Coltorti in Moon Knight